# إريك روشان
إيريك روشان (بالفرنسية: Éric Rochant) (مواليد 24 فبراير 1961 في باريس)، هو مخرج وكاتب سيناريو فرنسي.

## الداراسة
درس في المعهد العالي للدراسات السينمائية (باريس).

## السيرة الذاتية
في عام 1987 اشتهر إريك روشان مع الفيلم القصير "وجود أنثى"، الذي فاز بجائزة سيزار لأفضل فيلم قصير في عام 1988. وفي عام 1989، انتقل إلى فيلم روائي طويل مع عالم لا يرحم مع هيبوليت جيراردو وميراي بيرير، الذي يصور الشباب المحبطين. فاز هذا الفيلم بالمرتبة الأولى للنقاد والجمهور. كما فاز بالعديد من الجوائز (جائزة سيزار لأفضل أول فيلم روائي طويل، جائزة سيزار لأفضل ممثل واعد لأيفن أتال وجائزة لويس ديلوتك)...

## الأعمال
- مسلسل مكتب الاساطير أو بيرو دو ليجاند.

## وصلات خارجية
- إريك روشان على موقع IMDb (الإنجليزية)
- إريك روشان على موقع ألو سيني (الفرنسية)
- إريك روشان على موقع أول موفي (الإنجليزية)
- إريك روشان على موقع قاعدة بيانات الأفلام السويدية (السويدية)
- إريك روشان على موقع قاعدة بيانات الفيلم (الإنجليزية)
- إريك روشان على موقع كينوبويسك (الروسية)